# ماهیان چشم‌چراغی
ماهیان چشم‌چراغی (نام علمی: Anomalopidae) نام یک تیره از راسته سنجاب‌ماهی‌سانان است.